# Código de área 406

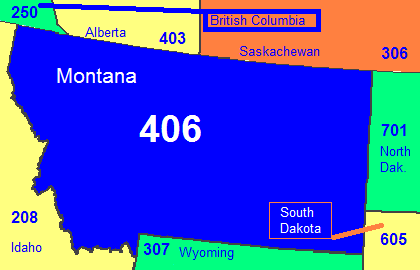
Código de área 406

Código de área 406 es un código de área telefónica (prefijo telefónico) de los Estados Unidos.
El 406 es el código de área telefónica que cubre todo el estado de Montana desde la implantación de estos códigos en 1947.
En 2013 había 1.7 millones de líneas, servidas por 47 operadores distintos en el estado de Montana y el código 406 tiene todavía números disponibles para satisfacer la demanda prevista hasta el año 2017.

## Uso por Google
El 10 de diciembre de 2008 el blog de Gmail de Google anunció que se podrían enviar mensajes de SMS desde Gmail. Estos mensajes eran enviados desde el código de área 406.
Google también emplea el código de área 406 para sus teléfonos de atención al cliente de su servicio de Voz de Google.